# Bandera de Somiedo
La bandera de Somiedo es rectangular, de un largo equivalente a 3/2 el ancho. Es de color verde, con una franja diagonal azul que la cruza desde la parte superior al asta hacia la parte inferior al batiente. El ancho de la franja equivale a medio ancho de la bandera. En su versión de gala, incluye el escudo municipal bordado en el centro.
- Datos: Q5718798